# Irlandia na Letnich Igrzyskach Paraolimpijskich 2012
Irlandię na Letnich Igrzyskach Paraolimpijskich 2012 reprezentowało 49 zawodników, którzy wystąpili w 10 dyscyplinach. Zdobyli w sumie 16 medali, w tym 8 złotych, 3 srebrne i 5 brązowych. Chorążym reprezentacji podczas ceremonii otwarcia był Cathal Miller, a podczas ceremonii zamknięcia - Gabriel Shelly.

## Medaliści
| Medal  | Zawodnik                                | Dyscyplina    | Konkurencja                         | Data        |
| ------ | --------------------------------------- | ------------- | ----------------------------------- | ----------- |
| Złoto  | Bethany Firth                           | Pływanie      | 100 metrów stylem grzbietowym (S13) | 31 sierpnia |
| Złoto  | Darragh McDonald                        | Pływanie      | 400 metrów stylem dowolnym (S6)     | 1 września  |
| Złoto  | Jason Smyth                             | Lekkoatletyka | 100 metrów (T13)                    | 1 września  |
| Złoto  | Michael McKillop                        | Lekkoatletyka | bieg na 800 metrów (T37)            | 1 września  |
| Złoto  | Michael McKillop                        | Lekkoatletyka | 1500 metrów (T37)                   | 3 września  |
| Złoto  | Mark Rohan                              | Kolarstwo     | jazda na czas (H1)                  | 5 września  |
| Złoto  | Mark Rohan                              | Kolarstwo     | wyścig ze startu wspólnego (H1)     | 7 września  |
| Złoto  | Jason Smyth                             | Lekkoatletyka | bieg na 200 metrów (T13)            | 7 września  |
| Srebro | Catherine Walsh Francine Meehan (pilot) | Kolarstwo     | wyścig na dochodzenie (B)           | 2 września  |
| Srebro | Helen Kearney                           | Jeździectwo   | test mistrzowski (Ia)               | 2 września  |
| Srebro | Catherine O'Neill                       | Lekkoatletyka | rzut dyskiem (F51/52)               | 7 września  |
| Brąz   | Irlandia                                | Jeździectwo   | test mistrzowski - open             | 2 września  |
| Brąz   | Helen Kearney                           | Jeździectwo   | test dowolny (Ia)                   | 4 września  |
| Brąz   | Orla Barry                              | Lekkoatletyka | rzut dyskiem (F57/58)               | 4 września  |
| Brąz   | James Brown                             | Kolarstwo     | jazda na czas (B)                   | 5 września  |
| Brąz   | Catherine Walsh                         | Kolarstwo     | jazda na czas (B)                   | 5 września  |